# Communauté de communes du Canton de Nouvion
Die Communauté de communes du Canton de Nouvion war ein französischer Gemeindeverband mit der Rechtsform einer Communauté de communes im Département Somme in der Region Hauts-de-France. Sie wurde am 26. Dezember 1996 gegründet und umfasste 17 Gemeinden. Der Verwaltungssitz befand sich im Ort Nouvion.

## Historische Entwicklung
Am 1. Januar 2017 wurde der Gemeindeverband mit der Communauté de communes Authie-Maye und der Communauté de communes du Haut Clocher zur neuen Communauté de communes Ponthieu-Marquenterre zusammengeschlossen.

## Ehemalige Mitgliedsgemeinden
1. Agenvillers
2. Buigny-Saint-Maclou
3. Canchy
4. Domvast
5. Forest-l’Abbaye
6. Forest-Montiers
7. Gapennes
8. Hautvillers-Ouville
9. Lamotte-Buleux
10. Le Titre
11. Millencourt-en-Ponthieu
12. Neuilly-l’Hôpital
13. Nouvion
14. Noyelles-sur-Mer
15. Ponthoile
16. Port-le-Grand
17. Sailly-Flibeaucourt